# Beta alanina
La beta alanina o β-alanina es un aminoácido natural cuyo grupo amino se encuentra unido al carbono beta en lugar de al carbono alfa como su isómero alfa. El nombre IUPAC de la β-alanina es ácido 3-aminopropanoico. A diferencia de la α-alanina, la β-alanina no tiene estereocentro. Es un componente de los péptidos naturales carnosina y anserina y también del ácido pantoténico (vitamina B5), que es un componente de la coenzima A, que se sintetiza a partir de β-alanina. En condiciones normales, la β-alanina es degradada en malonil-CoA, luego de una transaminación a malonato hemialdehído.
La β-alanina se genera por degradación de uracilo y citosina, dos bases pirimidínicas. Junto con la histidina conforman la carnosina, un dipéptido que actúa en la contracción de la miosina muscular. En dos ensayos clínicos comprobaron que los suplementos de β-alanina incrementan la concentración de carnosina en los músculos, disminuyen la fatiga en atletas e incrementa el trabajo total realizado por el músculo.
Los efectos de este aminoácido se han estudiado mediante su administración a atletas en dosis múltiples, de 400 mg a 800 mg, en intervalos regulares de hasta ocho horas, durante periodos de cuatro a diez semanas. Después de las diez semanas, el aumento medio de carnosina intramuscular fue de una media de 80,1 %, con valores comprendidos entre 18 y 205 %.
La -alanina libre puede causar parestesia, una forma de dolor neuropático, cuando se ingiere en cantidades superiores a 10 mg por kilogramo de peso corporal. Esta dosis es variable entre individuos. Algunas personas presentan síntomas leves a 10 mg por kg de peso corporal; en la mayoría de las personas los síntomas son importantes a 20 mg/kg y son graves en 40 mg/kg.

Comparación de β-alanina (derecha) y el aminoácido L-alfa-alanina (izquierda).

Es probable que la parestesia resulte de las altas concentraciones en sangre de β-alanina, desde que una cantidad de β-alanina de un equivalente (equimolar) a 40 mg/kg no causa parestesia cuando se ingiere en forma de dipéptidos que contienen histidina (es decir, carnosina y anserina). En este caso, el perfil de absorción de β-alanina es aplanado pero sostenido por un período de tiempo más largo, mientras que las muestras de β-alanina en los suplementos deportivos estudiados fueron administrados como aminoácido libre, lo que resulta en el rápido aumento de las concentraciones plasmáticas, alcanzando un máximo en 30 a 45 minutos, y se eliminan después de 90 a 120 minutos. La parestesia no es necesaria para la eficacia, ya que los estudios publicados hasta el momento han utilizado dosis de 400 mg o 800 mg para evitar la parestesia. Además, la excreción de ß-alanina en la orina representó el 0,60% (+/- 0,09), 1,50% (+/- 0,40), o 3,64% (+/- 0,47) de las dosis administradas de 10, 20, o 40 mg por kg de peso corporal, lo que indica que ocurren pérdidas mayores con el aumento de la dosis.
Aunque se debate su rol como transmisor fisiológico, β-alanina es un agonista, con una actividad cercana a la glicina, para los receptores de glicina (GlyR) sensibles a la inhibición por estricnina (orden de agonistas: glicina >> β-alanina > taurina >> alanina, L-serina > prolina).
Un potente edulcorante artificial llamado suosan, se deriva de la β-alanina El suosan no está autorizado como edulcorante ni en Estados Unidos, ni en Europa ni está incluido en el Codex Alimentarius.